# Перше Імангулово
Перше Імангу́лово (рос. Первое Имангулово) — село у складі Октябрського району Оренбурзької області, Росія.
Стара назва — Імангулово 1-е.

## Населення
Населення — 374 особи (2010; 432 у 2002).
Національний склад (станом на 2002 рік):
- башкири — 60 %
- татари — 35 %